# Dejan Savić (director de orquesta)
Dejan Savic (Belgrado, 1957) es un director de orquesta serbio. 

## Biografía
Nació en el seno de una familia de músicos, y se graduó con honores en la Academia de Música de Belgrado, recibiendo un Master en la Academia de Artes de Novi Sad. Posteriormente se especializó con Berislav Klobucar.

## Trayectoria
Es el director artístico de la sociedad coral Hermanos Baruh, también ha dirigido otros importantes grupos corales con los que ha realizado giras por toda Europa. 
Entre 1989 y 1993 dirigió la Orquesta Sinfónica Nis, con la que grabó diferentes obras con artistas como el pianista Ludmil Angelov, el chelo Ksenija Jankovic o la soprano Radmila Bakocevic.
Desde 1993 es el director de Compañía de Ópera y Ballet de Belgrado, con la que ha cosechado varios premios en sus giras por Europa, y con la que ha actuado en el Teatro Nacional Serbio de Novi Sad y ha llevado las representaciones de ópera a Nis después de 30 años sin ellas.
También ha sido director invitado de la Orquesta Sinfónica ERT de Atenas, a la que condujo en el Megaron musicis, y de distintas orquestas de países europeos, así como de la Orquesta Sinfónica Bloomingdale de Nueva York. 